# Teixeira (Seia)
Teixeira ist eine Ortschaft und Gemeinde in Portugal.

## Geschichte
Der Ort entstand vermutlich, als zwei Hirten hier Hütten errichteten. Vermutlich bildeten sich danach zwei Ortsteile nach Unstimmigkeiten zwischen den beiden, nämlich das obere Teixeira de Cima, und das untere Teixeira de Baixo. Teixeira erhielt 1514 erste Stadtrechte durch König D. Manuel I. Es war danach eine Gemeinde des Kreises Loriga, bis zu dessen Auflösung 1855. Seither war Teixeira eine eigenständige Gemeinde Seias. Die Gemeinde wurde 1888, nach anderen Quellen 1900 oder erst 1911 aufgelöst und Vide angegliedert, bevor es 1946 wieder eine eigene Gemeinde wurde.

## Verwaltung
Teixeira ist eine Gemeinde (Freguesia) im Kreis (Concelho) von Seia, im Distrikt Guarda. Sie hat 144 Einwohner (Stand 19. April 2021) auf einer Fläche von 15,9 km².
Die Gemeinde besteht aus drei Ortschaften:
- Canedo
- Teixeira de Baixo
- Teixeira de Cima (Hauptsitz der Gemeinde)